# John Pearson Soda Works

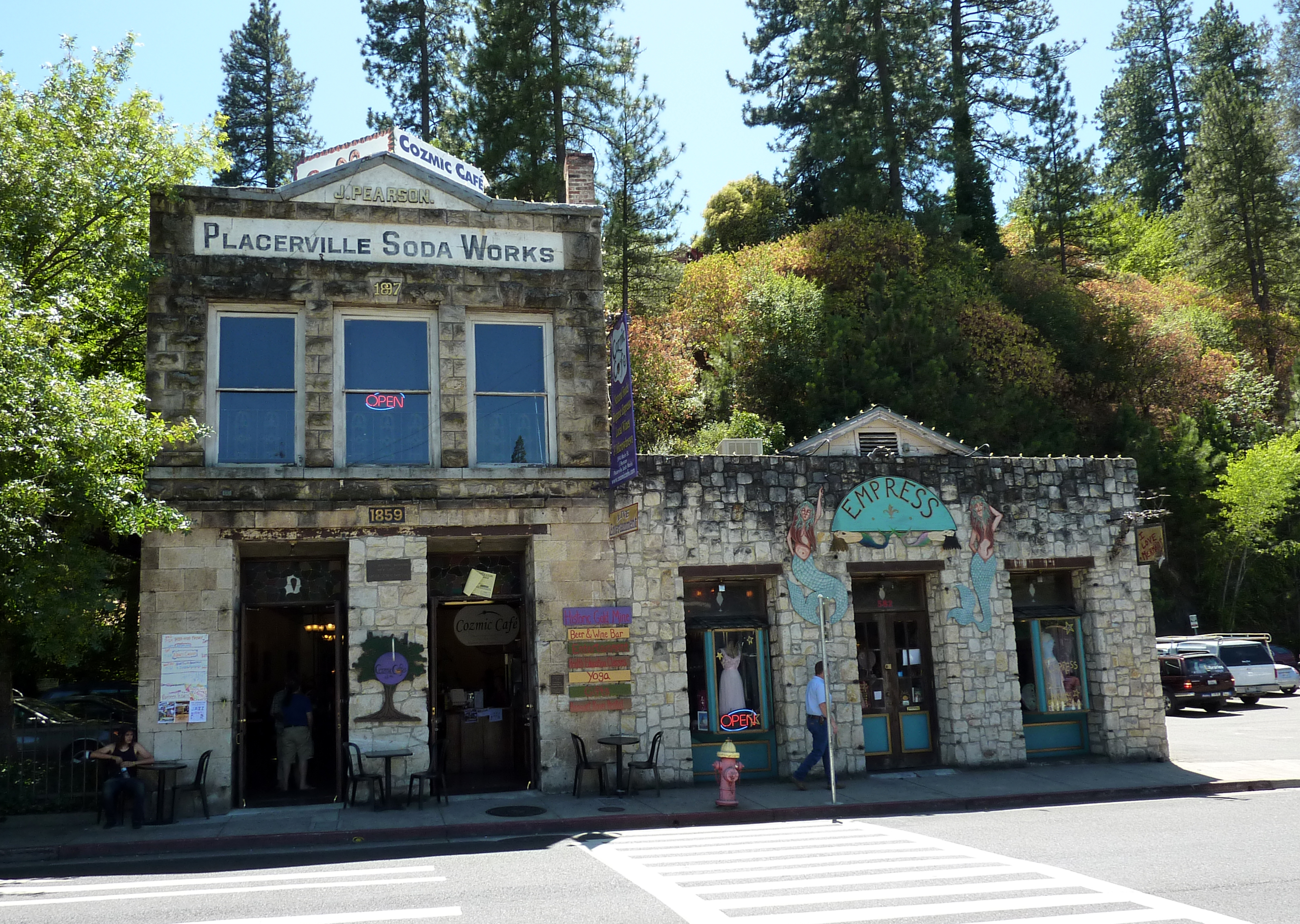
Das Gebäude der früheren Sodawasserfabrik im Jahr 2009

John Pearson Soda Works oder auch Placerville Soda Works ist ein historisches Bauwerk an der Main Street in Placerville, Kalifornien in den Vereinigten Staaten. Das Bauwerk wurde am 12. Dezember 1985 als Denkmal in das National Register of Historic Places (NRHP) aufgenommen.
Das Bauwerk entstand in mehreren Etappen. Ein älteres Bauwerk an der Stätte brannte in den 1850er Jahren in einem vernichtenden Feuer nieder, das den größten Teil Placervilles betraf. Der schottische Einwanderer John McFarland Pearson erbaute 1859 den unteren Teil des Gebäudes als kommerzielles Eishaus.
Er wählte den Standort so vor der Öffnung zu einem stillgelegten Bergwerksstollen, dass er die unterirdischen Räume und Stollen zur Lagerung von Eis bei kontrollierten Temperaturen nutzen konnte. Außerdem wurden die Wände 22 Zoll dick gemauert, um das im Inneren gelagerte Eis kalt zu halten.  Pearson erweiterte seine Aktivitäten später auf die Erzeugung von Sodawasser; seine Söhne fügten 1897 dem Gebäude das zweite Stockwerk aus Backstein hinzu, um die Abfüllungsanlage unterzubringen. Sie fügten einen durch Wasserkraft angetriebenen Fahrstuhl hinzu, um die Produkte von einer Ebene in die andere zu transportieren. Außerdem wurden andere Lebensmittel verkauft, wie etwa Eier und Bier.
Der Geschäftsbetrieb wechselte mehrfach den Besitzer, die Familie Pearson behielt aber das Eigentum an dem Gebäude für eine geraume Zeit. Schließlich verkauften die Söhne den Betrieb 1904 an Scherrer Bros. Diese verkauften 1934 an Robert Hook, die es in einen Abfüllbetrieb von Coca-Cola Bottling Co. umwandelten.  In dem Gebäude waren auch andere Betriebe untergebracht, bis die Familie Pearson das Gebäude 1972 an den Sammler von Antiquitäten Roger John Douvres veräußerte. Dieser ließe es über die Dauer von vier Jahren hinweg renovieren. Er richtete im Erdgeschoss eine Sodawasserzapfstelle im alten Stil ein und stattete das Obergeschoss mit einem eleganten Speisesaal aus, dessen Einrichtung sich am Stil zu Beginn des 20. Jahrhunderts orientierte. Douvres' Tochter sorgte für die Eintragung des Gebäudes in das NRHP. In dem Gebäude waren auch ein Theater, ein Antiquitätengeschäfte, ein Buchladen, ein Musikladen und das Placerville Coffee House untergebracht, bevor 2003 das heute sich dort befindliche Cozmic Café eröffnete.
Das Gebäude einer anderen Sodawasserfabrik, Fountain-Tallman Soda Works, befindet sich unweit und ist ebenfalls im NRHP eingetragen.

## Belege
1. ↑  Eintrag im National Register Information System. National Park Service, abgerufen am 23. Mai 2016
2. 1 2 3  History. The Cozmic Café, archiviert vom Original am 4. August 2009; abgerufen am 22. März 2010 (englisch).
3. 1 2  Elliot H. Koeppel: Placerville Soda Works. In: The Virtual California Gold Country: Highway 49 Revisited Online. 2000, abgerufen am 22. März 2010 (englisch).
4. ↑  Mija Riedel:  In Placerville, nuggets of California's Gold Rush history (Memento des Originals vom 12. März 2009 im Internet Archive), Los Angeles Times, 14. September 2007. Abgerufen am 22. März 2010 (englisch).